# María Begoña Urroz Ibarrola
Begoña Urroz Ibarrola (San Sebastián, agosto de 1958-San Sebastián, 28 de junio de 1960) fue una niña española que murió, con 22 meses, a causa de un atentado con bomba perpetrado en la estación de tren de Amara, en Donostia-San Sebastián, el 27 de junio de 1960. Durante décadas se atribuyó erróneamente la autoría del ataque a la organización ETA, considerándose el primer atentado mortal de dicha banda, versión que fue ampliamente sostenida por instituciones oficiales, medios de comunicación y algunos líderes políticos. Investigaciones posteriores determinaron que el atentado fue obra del Directorio Revolucionario Ibérico de Liberación (DRIL), un grupo antifranquista activo entre 1958 y 1964, compuesto por exiliados gallegos y portugueses.

## Historia
El 27 de junio de 1960, un artefacto explosivo fue colocado en una taquilla de la consigna de la estación de tren de Amara, en San Sebastián. La bomba estalló alrededor de las 13:00 horas, causando graves heridas a Begoña Urroz, que fue trasladada al Hospital Provincial, donde falleció. La explosión formaba parte de una serie de atentados coordinados en estaciones ferroviarias españolas pertenecientes a una operación de propaganda contra la dictadura franquista.
A pesar de que el DRIL reivindicó el atentado en prensa extranjera, durante años, diversos medios y autoridades atribuyeron la autoría del atentado a la organización ETA.  Esta versión fue aceptada oficialmente en numerosos documentos institucionales especialmente a partir de una publicación oficial del Ministerio del Interior en 2010  e incluso fue defendida por personalidades políticas como José Bono o José Luis Rodríguez Zapatero. En el año 2000, el exministro Ernest Lluch publicó un artículo en el diario El Correo en el que señalaba la posibilidad de que ETA hubiese sido la autora del atentado, en un contexto de escasa información y con testimonios contradictorios. Esta tesis influyó en decisiones institucionales posteriores, como el establecimiento del 27 de junio como fecha de homenaje a las víctimas del terrorismo. A partir de 2010, periodistas e investigadores comenzaron a cuestionar la versión oficial. El diario Gara y el periodista Xavier Montanyà publicaron informaciones que apuntaban al DRIL como autor del atentado. En 2019 una investigación del Centro Memorial de las Víctimas del Terrorismo vinculado al Ministerio del Interior liderada por Gaizka Fernández Soldevilla y Manuel Aguilar, concluyó que la autoría del atentado correspondía al DRIL. Dicha conclusión se basó en documentación policial de la época y en las reivindicaciones del grupo publicadas en medios en los días posteriores al atentado.
En abril de 2024 se estrenó el documental Muerte en Amara, dirigido por Aitor González de Langarica, que aporta nuevos testimonios y documentación que refuerzan la tesis de la autoría del DRIL.
En junio de 2025, el expresidente del Gobierno José Luis Rodríguez Zapatero y el exministro José Bono reconocieron públicamente en el pódcast Se llamaba como yo (De eso no se habla, 2025) que se equivocaron al considerar a ETA como responsable de la muerte de Begoña Urroz y asumieron el error públicamente.
Durante décadas se consideró que Begoña Urroz fue la primera víctima de ETA. Cuando se demostró que en realidad fue víctima del DRIL, en algunos ámbitos pasó a ser considerada la primera víctima del terrorismo en España. No obstante, existen precedentes como el del guardia civil Jaime Tous Cirés, asesinado en 1893 y el teniente de la Guardia Civil Francisco de Fuentes-Fuentes y Castilla Portugal, muerto el 3 de enero de 1960. El guardia civil José Antonio Pardines Arcay, asesinado en 1968 es considerado la primera víctima mortal de ETA.

## Reconocimientos oficiales y conmemoraciones
En 2012 el Estado reconoció oficialmente a Begoña como víctima del terrorismo y le concedió la Gran Cruz de la Real Orden del Reconocimiento Civil.
En 2020 se colocó una placa conmemorativa en la estación de Amara redactada sin mención a ETA, reflejando la atribución correcta al DRIL.